# 633 a.C.
Il 633 a.C. (DCXXXIII a.C. in numeri romani) è un anno  del VII secolo a.C.

## Eventi
Nascita di Annone